# Molí de Cal Font
El molí de Cal Font és un molí del municipi de la Pobla de Claramunt (Anoia) inclosa en l'Inventari del Patrimoni Arquitectònic de Catalunya.
És de planta rectangular i sostre a dos vessants, amb portal adovellat. S'hi han afegit estructures més tardanes.
És la banda dreta de l'Anoia, tocant al riu sota el camí de la Rata. El 1708 consta arrendat a nom de Francesc Font, però el 1720, Francesc Coca hi reclamà un establiment d'aigües des dels seus molins de les Figueres. El 1862 s'hi fan reformes importants. Durant el segle XX ha estat en mans de Joan Mora i Solà, de Josep Borull i Soteras i d'Antoni Bullic i Ubac.